# Conseil des femmes de Montréal
Le Conseil des femmes de Montréal est une association féministe apolitique et laïque qui a été fondée à Montréal en 1893 dans le but d'améliorer divers aspects de la vie des femmes et des familles. Il s'agit d'un regroupement d'organismes militants et de bénévoles qui s'impliquent pour promouvoir l'amélioration des conditions sociales qui concernent particulièrement les femmes et les enfants. Encore aujourd'hui, le Conseil est actif et sert de liaison à 60 organismes francophones, anglophones et allophones qui œuvrent pour le bien-être collectif, la santé publique, l'éducation et les causes relatives au statut de la femme.

## Création
L'organisme a été fondé par Lady Aberdeen, alors Présidente du National Council of Women of Canada (CNFC) lui-même affilié au Conseil International des Femmes.

## Causes défendues
En 1921, le Conseil...
Anna Marks Lyman, Présidente du Conseil, s'implique avec Marie Lacoste Gérin-Lajoie, Carrie Derick, Grace Julia Parker Drummond, Octavia Grace Ritchie England, Idola Saint-Jean et Thérèse Casgrain pour mettre sur pied le Comité provincial pour le suffrage féminin. Elles revendiquent le droit de vote pour les femmes québécoises, que leurs homologues des autres provinces canadiennes ont commencé à obtenir depuis 1916.

## Reconnaissance par l'État
1914 : Soulignement de l'importance dans l'histoire du Canada